# Criterio di stabilità di Barkhausen

Schema a blocchi di un circuito oscillatore retroazionato a cui si applica il criterio di Barkhausen. È costituito da un amplificatore di guadagno A la cui uscita v_{o} viene riportata al suo ingresso v_{f} attraverso una rete di retroazione β(jω).

Per ottenere il guadagno di anello T(jω), il circuito di retroazione viene aperto in corrispondenza dell'uscita dell'amplificatore e viene calcolata l'uscita v_{o} per un dato ingresso v_{i} :

In elettronica, il criterio di stabilità di Barkhausen è una condizione matematica per determinare l'oscillazione circuito elettronico lineare. Fu proposto nel 1921 dal fisico tedesco Heinrich Georg Barkhausen (1881–1956). È ampiamente utilizzato nella progettazione di oscillatori elettronici e in generale per verificare l'oscillazione di circuiti retroazionati.

## Criterio
Siano A il guadagno dell'amplificatore e β(jω) la funzione di trasferimento del percorso di retroazione. T(jω)=β(jω)·A sarà il guadagno di anello del circuito. Il circuito sosterrà delle oscillazioni stabili nel tempo per le pulsazioni ω0 tali che:
1. Il modulo del guadagno di anello sia unitario:  {\displaystyle |T(j\omega _{0})|=1\,}
2. Lo sfasamento del guadagno di anello sia zero con periodicità 2π: {\displaystyle \angle T(j\omega _{0})=2\pi n,\quad n\in \{0,1,2,\dots \}\,}

Il criterio di Barkhausen è una condizione necessaria ma non sufficiente per l'oscillazione: alcuni circuiti soddisfano il criterio ma non presentano oscillazioni. Apparentemente non esiste una formulazione compatta di un criterio di oscillazione che sia allo stesso tempo necessario e sufficiente.